# 오창 김사렴 묘소
오창 김사렴 묘소(梧倉 金士廉 墓所)는 충청북도 청주시 청원구에 있다. 2017년 3월 17일 청주시의 향토유적 제157호로 지정되었다.

## 지정 사유
김사렴(金士廉)은 고려 말에 안렴사를 지냈으며, 조선이 건국되자 벼슬을 버리고 오창에 들어왔다. 안동김씨는 오창읍 모정리에 동족마을을 형성하였고,  김사렴의 묘소 역시 이곳에 위치한다.